# Anja Reiter
 Anja Reiter (ur. 15 lipca 1969) – reprezentująca NRD niemiecka lekkoatletka, która specjalizowała się w rzucie oszczepem.
W 1986 roku została wicemistrzynią świata juniorek, a w kolejnym sezonie  mistrzynią Europy juniorek.  
Rekord życiowy: 64,88 (8 sierpnia 1987, Birmingham). 

## Osiągnięcia
| Rok  | Impreza                     | Miejsce    | Pozycja    | Wynik |
| ---- | --------------------------- | ---------- | ---------- | ----- |
| 1986 | Mistrzostwa świata juniorów | Ateny      | 2. miejsce | 60,24 |
| 1987 | Mistrzostwa Europy juniorów | Birmingham | 1. miejsce | 64,88 |